# Кадир Хас (спортивный зал)
Спортивный зал Кадир-Хас (тур. Kadir Has Spor Salonu) — крытая арена в Кайсери, Турция. Со стадионом является частью единого спортивного комплекса. Строительство окончено в 2008, вместимость 7,200 зрителей.

## История
После отказа от строительства арены в Анталье спортивный зал попал в заявку на Чемпионат мира по баскетболу 2010.